# Чадир-Лунзькі яри
Чадир-Лунзькі яри (рум. Râpele de la Ceadîr-Lunga) є пам'яткою природи геологічного або палеонтологічного типу в Гагаузії, Молдова. Розташовані на схід від муніципалітету Чадир-Лунга (лісовий обхід Чадир-Лунга, ділянка 86). Займають площу 10 га, або 45,35 га за деякими останніми оцінками. Об’єктом керує лісогосподарське підприємство «Сільва-Суд» Кагул.

## Опис
Яри, розташовані на схід від муніципалітету Чадир-Лунга, загалом мають однорідну геологічну структуру, згідно з дослідженнями, опублікованими геологом І. Суховим у 1976 році. Відкрито відкладення кількох геологічних підрозділів верхнього міоцену, пліоцену та плейстоцену, включаючи понтійські піски, темно-буро-червоні етульські глини з гіпсовими друзами, середньокімерійську кору змін. Під останнім виявлено лінзи вулканічного попелу товщиною до 15 см. Залишків викопної фауни не виявлено, за винятком деяких фрагментів черепашок невідомих молюсків.

## Охоронний статус
Постановою Ради Міністрів Молдавської РСР від 08.01.1975 р. № 5 об'єкт взято під охорону держави. Охоронний статус підтверджено Законом № 1538 від 25 лютого 1998 року про фонд природних територій, що охороняються державою. Землевласником пам'ятки природи на момент публікації закону 1998 року було Кагулське державне лісове господарство, тим часом перетворене на лісогосподарське підприємство «Сільва-Суд» Кагул.
Геолого-палеонтологічне відслонення є знаковим у вивченні пліоцену на території Республіки Молдова. Об'єкт використовується геологами та палеонтологами для встановлення стратиграфічних і палеографічних кореляцій.
Станом на 2016 рік заповідна територія не має інформаційної дошки, її межі не визначені. Рекомендуються подальші палеонтологічні дослідження.